# Aschau im Chiemgau

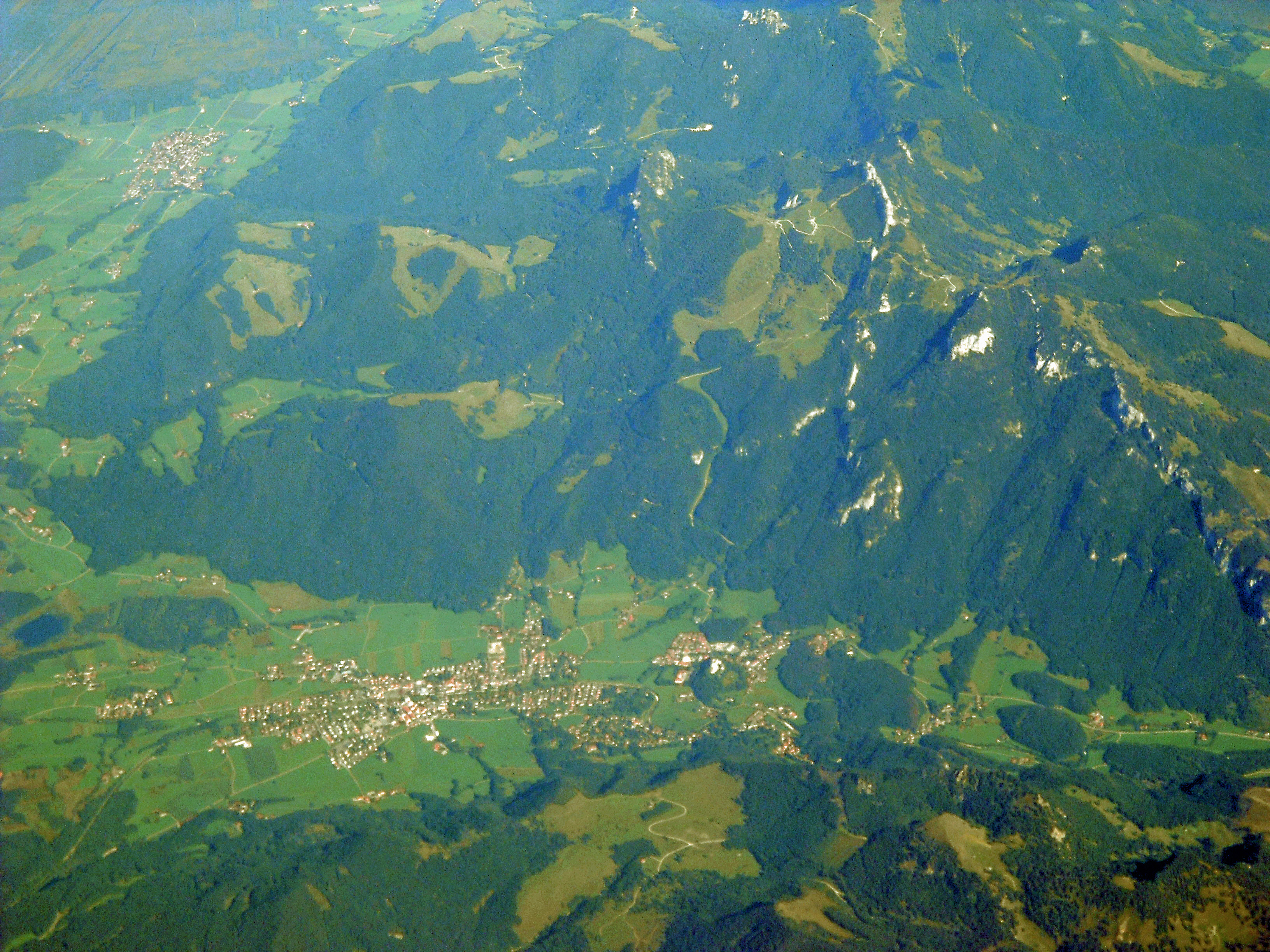
Aschau und OT Hohenaschau im Tal der Prien mit der Kampenwand

Aschau im Chiemgau (amtlich: Aschau i.Chiemgau) ist eine Gemeinde im oberbayerischen Landkreis Rosenheim mit den beiden Hauptortsteilen Aschau und Sachrang. Überragt wird der Fremdenverkehrsort von der 1669 Meter hohen Kampenwand (Chiemgauer Alpen) und dem mitten im Priental thronenden Schloss Hohenaschau aus dem 12. Jahrhundert.

## Geografie

### Lage
Die Gemeinde liegt rund 23 km südöstlich von Rosenheim, zwölf Kilometer südlich von Prien am Chiemsee, 32 km südwestlich von Traunstein und 28 km nördlich von Kufstein, wobei die Grenze zu Österreich (Tirol) lediglich 13 Kilometer von der Ortsmitte entfernt ist. Aschau ist Endpunkt der Chiemgaubahn von Prien am Chiemsee, überdies befindet sich im Ortsteil Hohenaschau die Talstation der Kampenwandbahn.

### Nachbargemeinden
| Frasdorf    | Bernau am Chiemsee                          |                                      |
| Samerberg   | Kompassrose, die auf Nachbargemeinden zeigt | Grassau Schleching (Lkr. Traunstein) |
| Erl (Tirol) | Niederndorferberg, Rettenschöss (Tirol)     | Walchsee (Tirol)                     |

### Bärnsee
Von der Ortsmitte etwa vier Kilometer entfernt, erstreckt sich im Nordosten das Landschaftsschutzgebiet Bärnsee. Dieser See ist umgeben von einer wilden Hochmoorlandschaft (Aschauer Fuizn) und steht aufgrund seiner artenreichen Flora und Fauna unter Landschaftsschutz. Neuerdings ist hier auch der Biber beheimatet. Durch das Moor führt ein Wanderweg. Ebenfalls am Bärnsee gibt es das FFH-Gebiet Bärnseemoor.

### Gemeindegliederung
Die Gemeinde besteht aus 44 Gemeindeteilen:
- Aschach
- Aschau im Chiemgau
- Attich
- Aufham
- Außerkoy
- Außerwald
- Bach
- Berg
- Brückl
- Bucha
- Einfang
- Engerndorf
- Fellerer
- Göttersberg
- Grattenbach
- Grenzhub
- Grünwald
- Hainbach
- Haindorf
- Hammerbach
- Hintergschwendt
- Hohenaschau im Chiemgau
- Höhenberg
- Hub
- Huben
- Innerkoy
- Innerwald
- Kohlstatt
- Mitterleiten
- Pölching
- Reichenau
- Sachrang
- Schlechtenberg
- Schoßrinn
- Schwarzenstein
- Schweibern
- Seehaus
- Spöck
- Staffelstein
- Stein
- Vordergschwendt
- Wald
- Wasserthal
- Weiher

### Natur
Folgende Schutzgebiete berühren das Gemeindegebiet:
- Naturschutzgebiet Geigelstein (NSG-00384.01)
- Landschaftsschutzgebiet Inschutznahme des Bärnsees und seiner Umgebung als LSG (LSG-00144.01)
- Fauna-Flora-Habitat-Gebiet Hochriesgebiet und Hangwälder im Aschauer Tal (8239-371)
- Fauna-Flora-Habitat-Gebiet Geigelstein und Achentaldurchbruch (8239-372)
- Fauna-Flora-Habitat-Gebiet Bärnseemoor (8240-302)
- Vogelschutzgebiet (Vogelschutzrichtlinie der EU) Geigelstein (8239-401)

Des Weiteren gibt es im Gemeindegebiet 25 Geotope.

## Geschichte

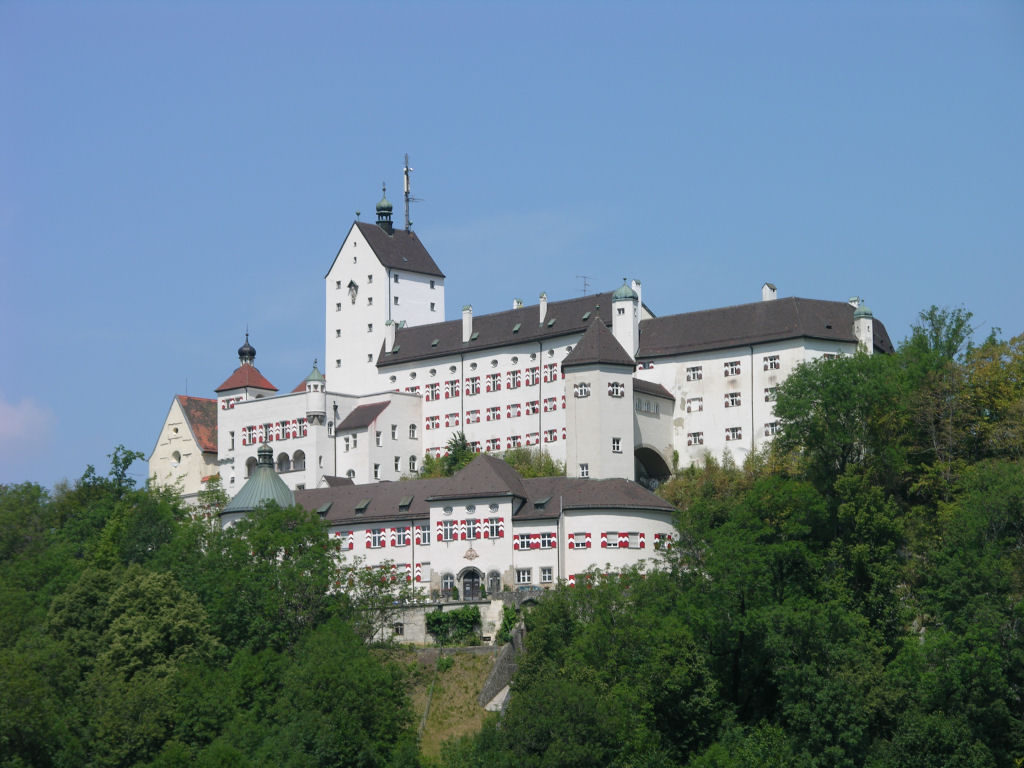
Schloss Hohenaschau

### Bis zur Gemeindefusion
Das Schloss Hohenaschau wurde im letzten Drittel des 12. Jahrhunderts im Oberen Priental erbaut durch Konrad und Arnold von Hirnsberg. Bedeutsame Adelsgeschlechter erweiterten den Besitz und bauten das Schloss zum Mittelpunkt des Verwaltungssitzes ihrer Herrschaft aus. Die Herrschaft Hohenaschau war zwar kein Fürstentum im eigentlichen Sinn, hatte aber dennoch eine ganze Reihe von Hoheitsrechten wie das Recht der Hoch- und Blutgerichtsbarkeit.
Bei den Um- und Erweiterungsbauten des Schlosses im Stil der Renaissance (1540–1560) und des Hochbarock (1672–1686) wurden die barocke Schlosskapelle und das ehemalige Benefiziatenhaus (dort befindet sich heute das Prientalmuseum), errichtet. Nach weiteren Veränderungen, vor allem von 1905 bis 1908 durch Theodor von Cramer-Klett, ging der Besitz an die Bundesrepublik Deutschland über und wird heute als Ferienwohnheim der Bundesfinanzverwaltung genutzt.
Hohen- und Niederaschau wurden im Zuge der Verwaltungsreformen in Bayern 1818 selbständige politische Gemeinden. Am 1. Januar 1966 wurden Hohen- und Niederaschau zur Gemeinde Aschau im Chiemgau zusammengelegt.

### Eingemeindungen
Am 1. Mai 1978 erfolgte im Zuge der Gemeindegebietsreform die Eingliederung der früheren Gemeinde Sachrang sowie des südlichen Teils der früheren Gemeinde Umrathshausen in die Gemeinde Aschau im Chiemgau. Hierdurch wurde sie zur flächenmäßig größten Gemeinde im Landkreis Rosenheim.

### Einwohnerentwicklung
Zwischen 1988 und 2018 wuchs die Gemeinde von 3907 auf 5731 um 1824 Einwohner bzw. um 46,7 %.

## Politik

### Gemeinderat
|                               | 2020 | 2014 | 2008 | 2002 |
| ----------------------------- | ---- | ---- | ---- | ---- |
| Sitze insgesamt               | 20   | 20   | 20   | 20   |
| Freie Wahlgemeinschaft Aschau | 5    | 8    | 8    | 9    |
| CSU                           | 3    | 7    | 7    | 6    |
| SPD                           | -    | -    | -    | 3    |
| Aschauer Bürgerliste          | 1    | 3    | 3    | -    |
| Priental-Liste                | -    | 2    | 2    | 2    |
| Zukunft für Aschau            | 7    | -    | -    | -    |
| Bürgerbewerbung Aschau        | 2    | -    | -    | -    |
| Bündnis 90/Die Grünen         | 2    | -    | -    | -    |

### Bürgermeister
| 1. Bürgermeister:   | Simon Frank (Zukunft für Aschau) |
| 2. Bürgermeister:   | Michael Andrelang (CSU)          |
| 3. Bürgermeisterin: | Monika Schmid (FWG)              |

### Wappen
| | Blasonierung: „In Silber auf der mittleren Kuppe eines dreiteiligen blauen Felsenberges eine grüne Esche.“ |
| Wappenbegründung: Die Esche ist redend für den Ortsnamen Aschau, der mit dem Bestimmungswort „Esche“ (althochdeutsch „asc“) und dem Grundwort Aue („Land am Wasser“) gebildet ist. Das Wappen wird seit 1967 geführt. | |

## Verkehr
Es bestehen die Busverbindungen Rosenheim-Aschau (Buslinie 9496) und Wildbich-Aschau-Felden (Buslinie 9502) im Sommer bis nach Oberaudorf sowie eine Bahnverbindung nach Prien über die Chiemgaubahn. Der Ort verfügt über einen Bahnhof, dieser wird auch von der Deutschen Bahn AG genutzt.
Aschau liegt am Bodensee-Königssee-Radweg, welcher in Lindau beginnt und zum Königssee bei Berchtesgaden führt.
Der nächste Flughafen ist ca. 60 Kilometer entfernt in Salzburg.

## Bildungseinrichtungen
Preysing-Grundschule Aschau im Chiemgau
Privates Förderzentrum (Kinderklinik)

## Baudenkmäler
Im Gemeindegebiet bestehen 133 Baudenkmäler, davon 5 denkmalgeschützte Ensembles.

## Kultur und Sehenswürdigkeiten

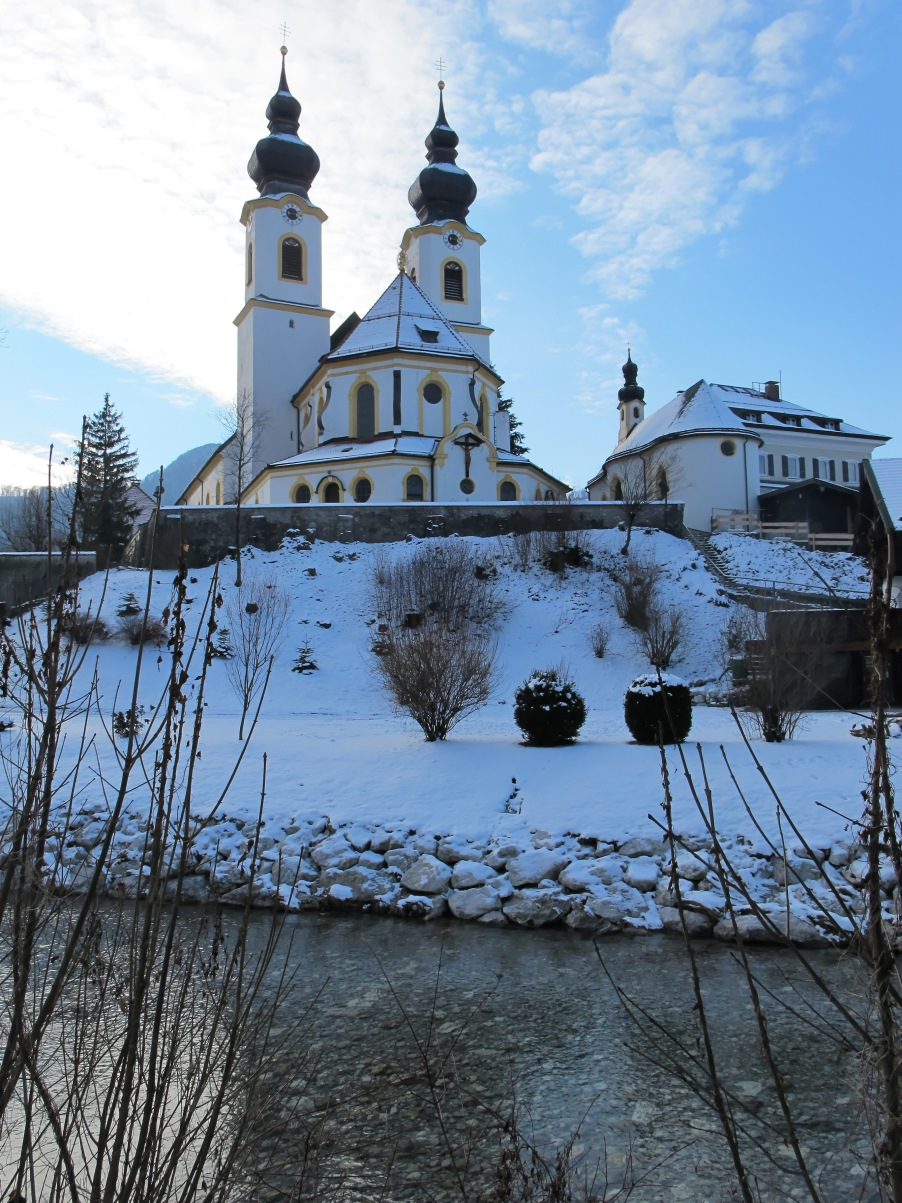
Pfarrkirche im Winter (im Vordergrund die Prien)

- Kampenwandbahn, Seilbahn zur Kampenwand[17]
- Schloss Hohenaschau, im 12. Jahrhundert als Burg errichtet, später immer wieder umgebaut und erweitert, zuletzt von Theodor von Cramer-Klett modernisiert, heute größtenteils im Besitz der Bundesfinanzverwaltung als Ferienwohnheim[18]
- In der Residenz Heinz Winkler wird seit 1991 Sterneküche angeboten
- Falknerei Burg Hohenaschau[19]
- In und um Aschau befinden sich zahlreiche Wanderwege, u. a. der Grenzenlos Erlebniswanderweg.[20]
- Prientalmuseum im Schloss Hohenaschau[21]
- Müllner-Peter-Museum im Ortsteil Sachrang[22]
- Kath. Pfarrkirche Darstellung des Herrn, ab Mitte 17. Jahrhundert barockisiert, erweitert durch Hofbaumeister Johann Baptist Gunetzrhainer, ihre Geschichte reicht zurück bis ins 12. Jahrhundert, dazu Kreuzkapelle[23][24]
- Rastkapelle in Hohenaschau[25]
- ehem. Schlossbrauerei in Hohenaschau (heute ein Wohnhaus)
- Bahnstrecke Prien–Aschau führt nach Prien am Chiemsee und zurück
- In Aschau sind rund 450 öffentliche Sitzbänke und 160 Themenbänke aufgebaut; es wird mit einem Weltrekord für die „größte Sitzbankdichte an einem Ort (pro m²)“ geworben.[26][27]

## Persönlichkeiten
- Pankraz von Freyberg zu Hohenaschau (1508–1565), Unternehmer und Politiker
- Peter Hueber, genannt Müllner Peter (1766–1843), Müller, Musiker und Universalgelehrter
- Johann Nepomuk von Wening-Ingenheim (1790–1831), Rechtswissenschaftler und Hochschullehrer, geboren in Hohenaschau
- Theodor Freiherr von Cramer-Klett (1817–1884), Kaufmann und Industrieller, ehemaliger Eigentümer von Schloss Hohenaschau
- Hans Stubenrauch (1875–1941), Maler und Schriftsteller
- Max Baur (1898–1988), Fotograf und Verleger
- Ludwig Benedikt von Cramer-Klett (1906–1985), auf Schloss Hohenaschau geborener Schriftsteller
- Julius Aßfalg (1919–2001), Orientalist, Mitherausgeber des Oriens Christianus
- Michael Kreuz (1929–2015), Holzbildhauer
- Hans Clarin (1929–2005), Schauspieler und Synchronsprecher
- Abdullah Ibrahim (* 1934), südafrikanischer Pianist und Komponist, lebt seit 2012 in Aschau[28]
- Christian Wolff (* 1938), Schauspieler
- Rasso Freiherr von Cramer-Klett (1941–2021), deutscher Unternehmer, Ehrenbürger von Aschau[29][30]
- Franz Paul Gruber (1942–2023), Veterinär und Hochschullehrer
- Peter Michael Hamel (* 1947), Komponist, gründete 1998 Interkulturelles Musikinstitut in Aschau
- Lucki Stipetić (* 1947), Filmproduzent
- Donat Ertel (1948–2022), Bobfahrer
- Heinz Winkler (1949–2022), Koch, der hier seit 1991 sein Spitzenrestaurant Residenz Heinz Winkler hatte, Ehrenbürger von Aschau[31]
- Gisela Febel (* 1955), Literaturwissenschaftlerin
- Werner Zanier (* 1959), Archäologe
- Björn Kircheisen (* 1983), Nordischer Kombinierer[32]
- Natalie Geisenberger (* 1988), Rennrodlerin[32]
- Lucas Bögl (* 1990), Skilangläufer[32]

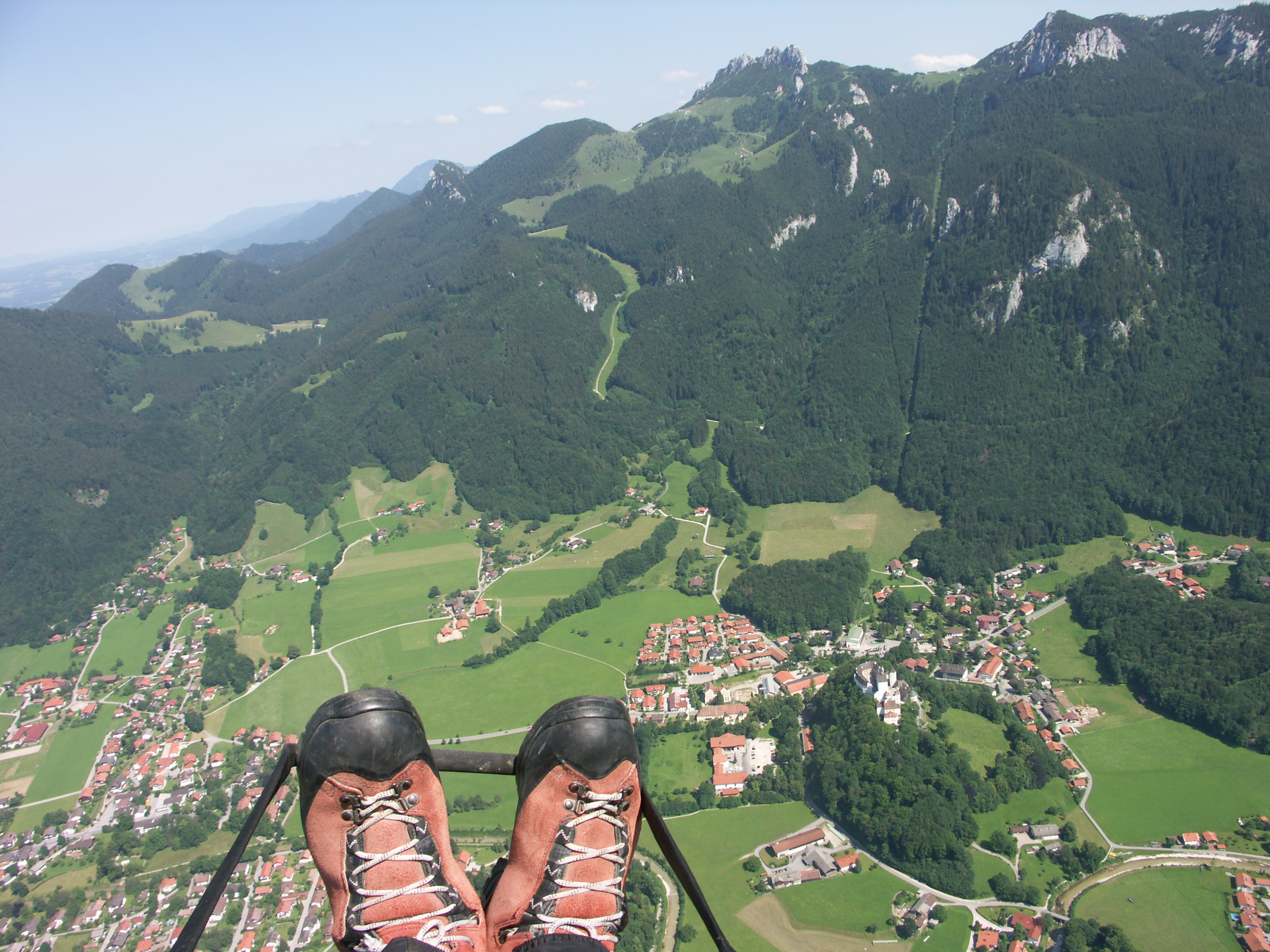
Aschau von oben
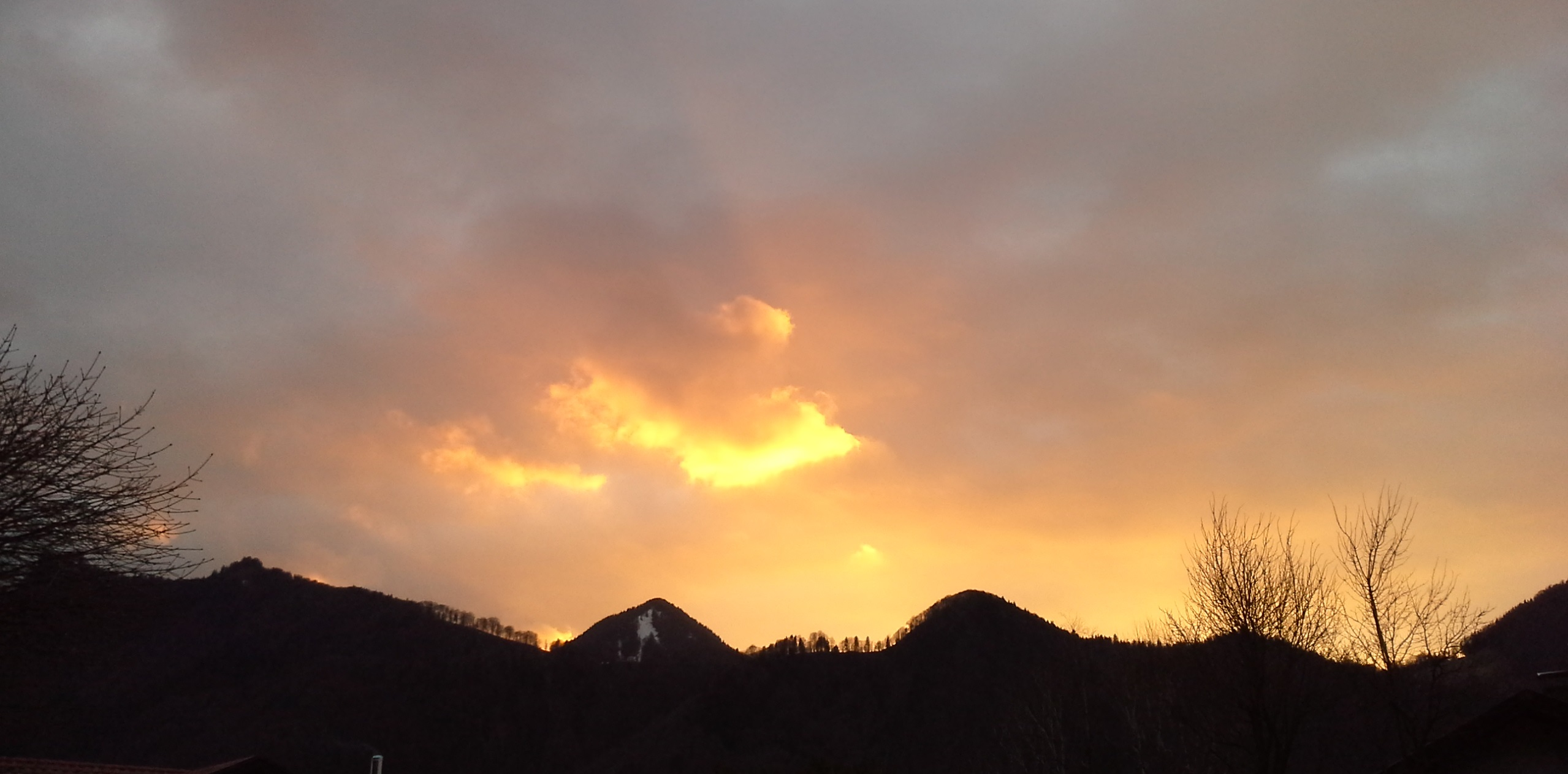
Westliche Gebirgskette
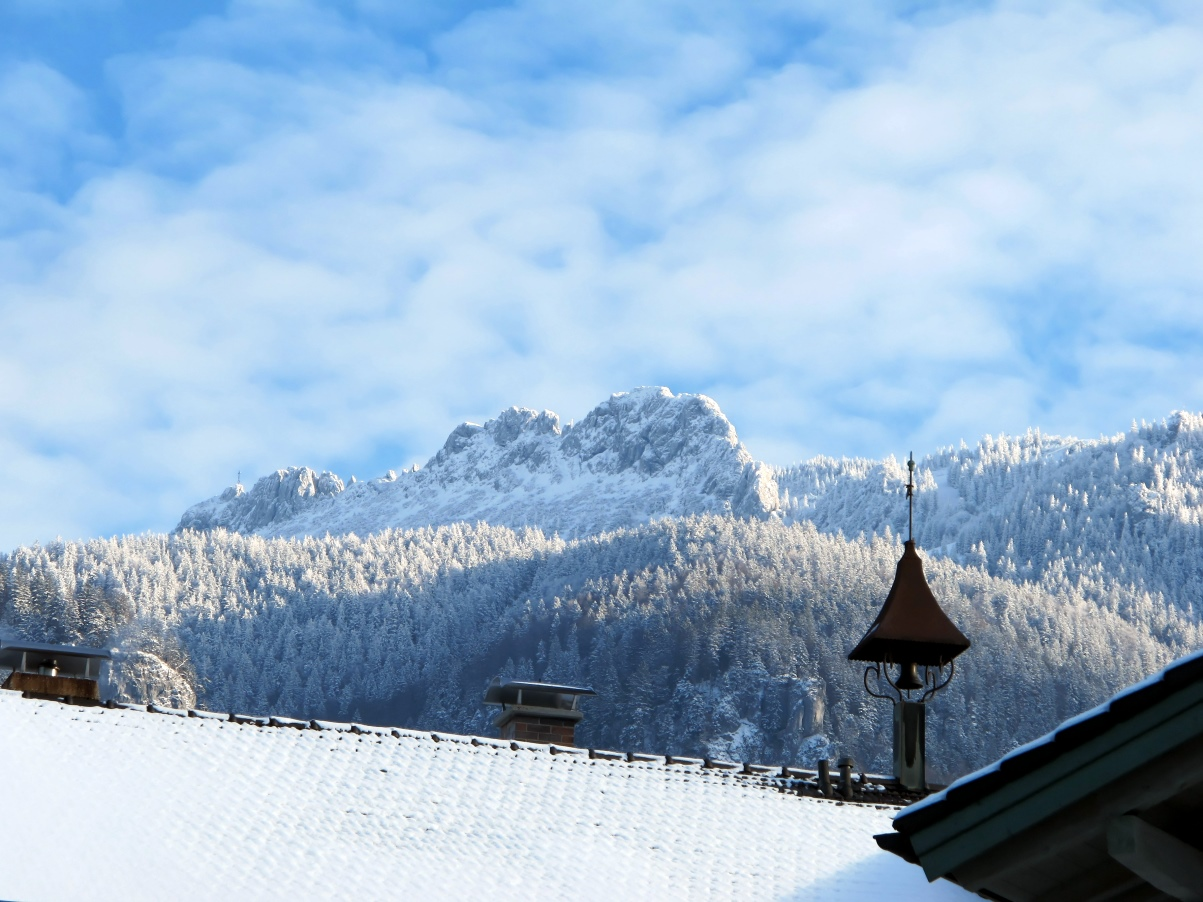
Kampenwand im Winter
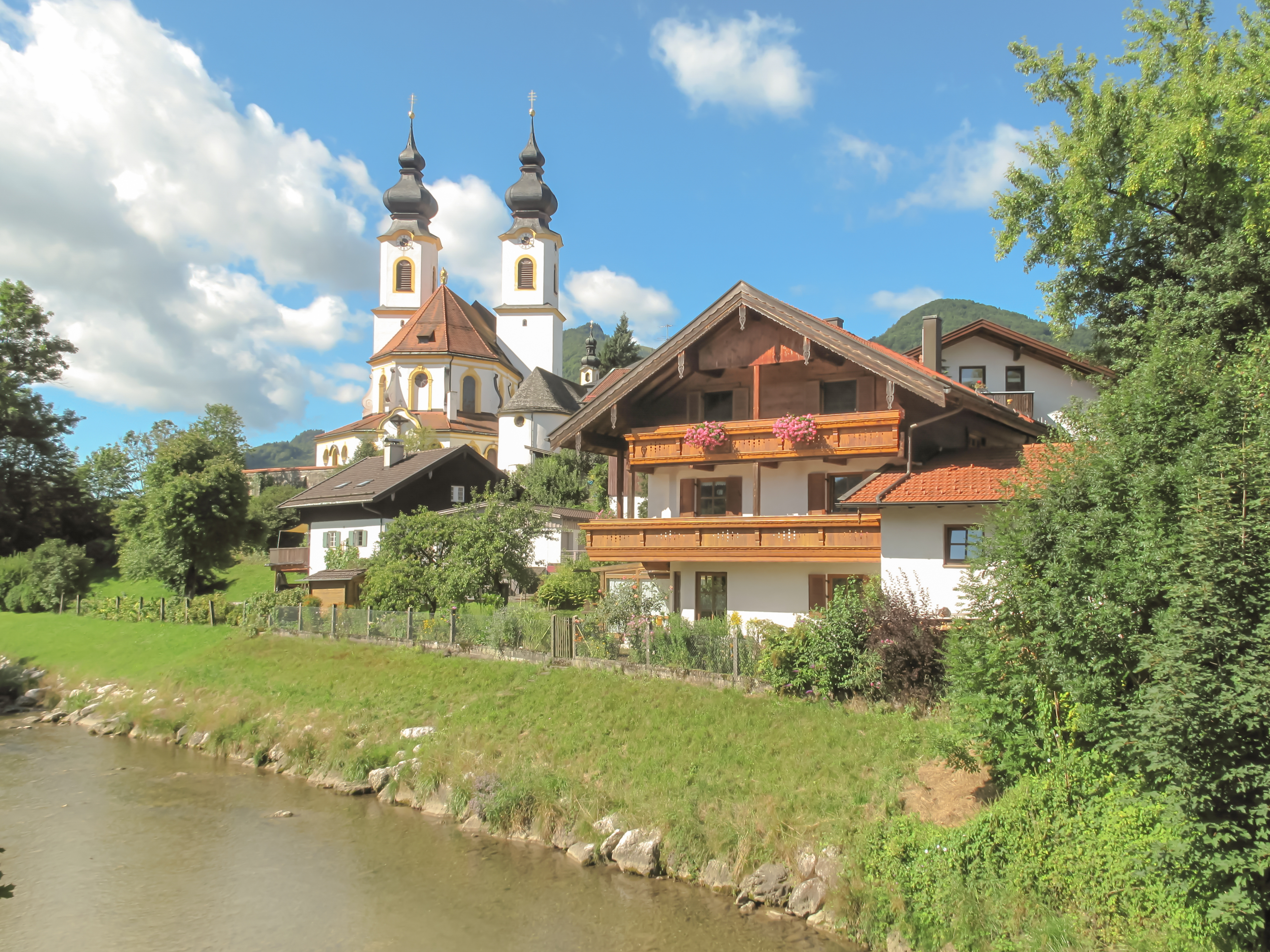
Die Pfarrkirche Darstellung des Herrn
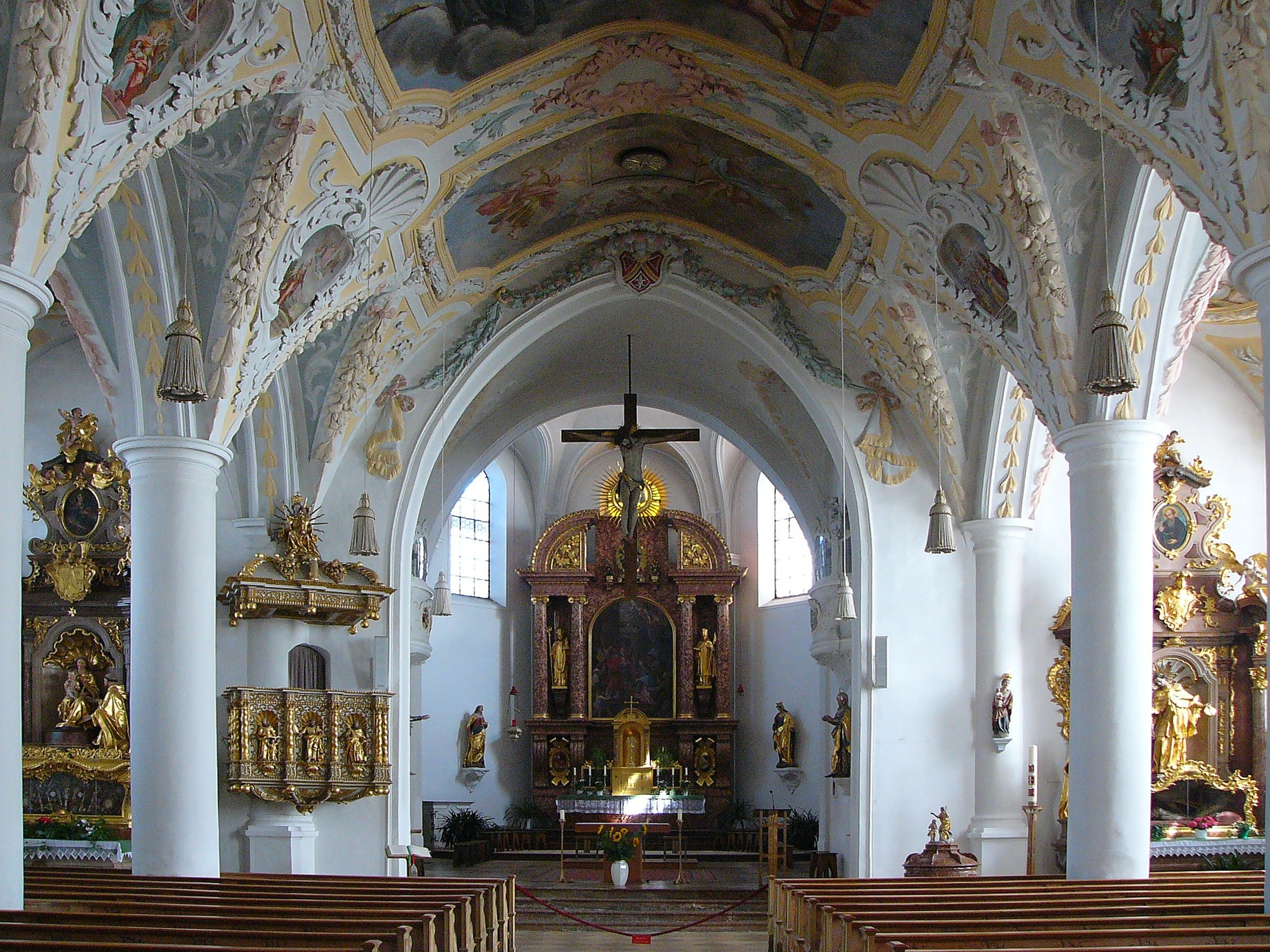
Die Pfarrkirche (Innenansicht)
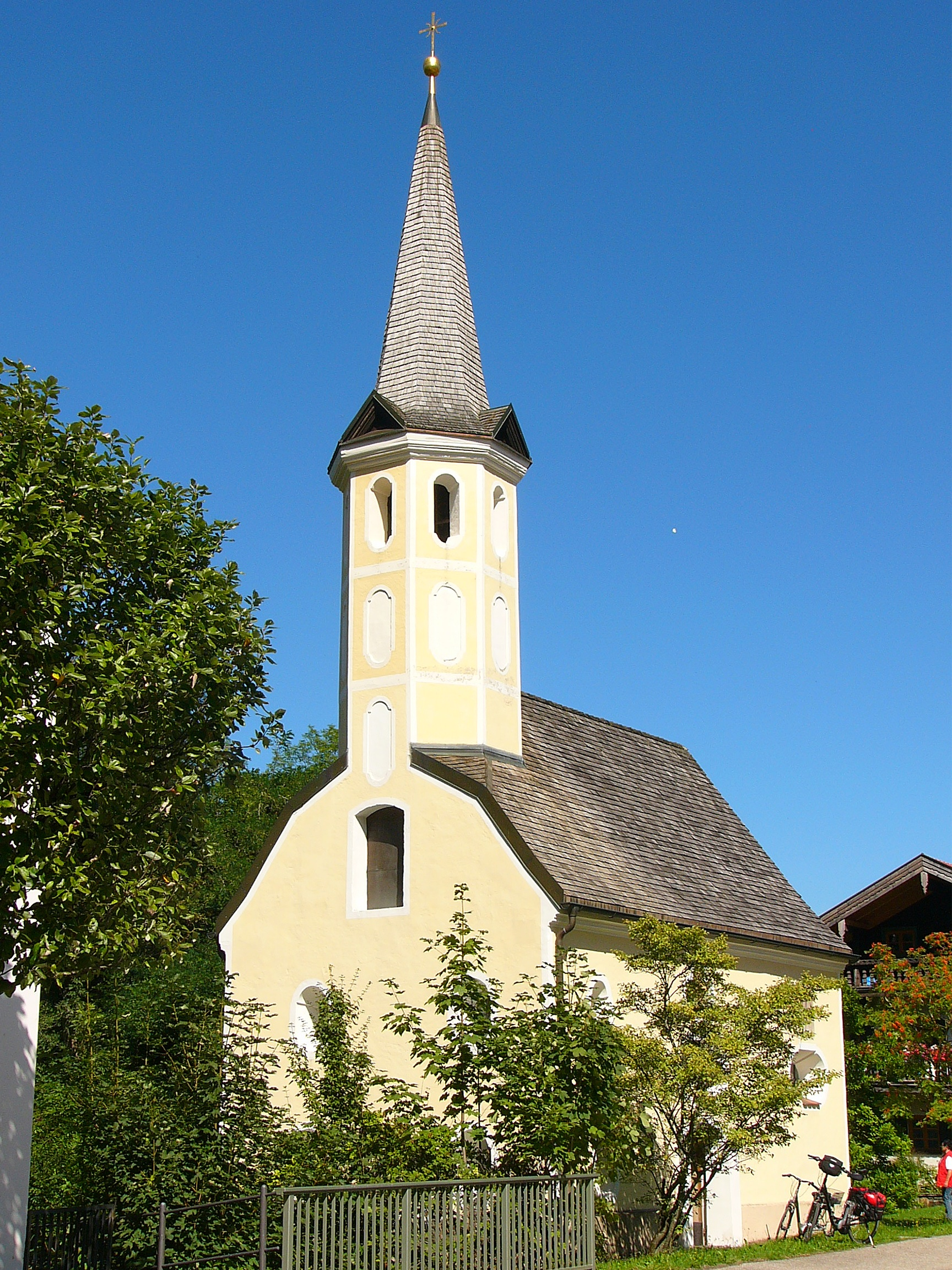
Rastkapelle in Hohenaschau
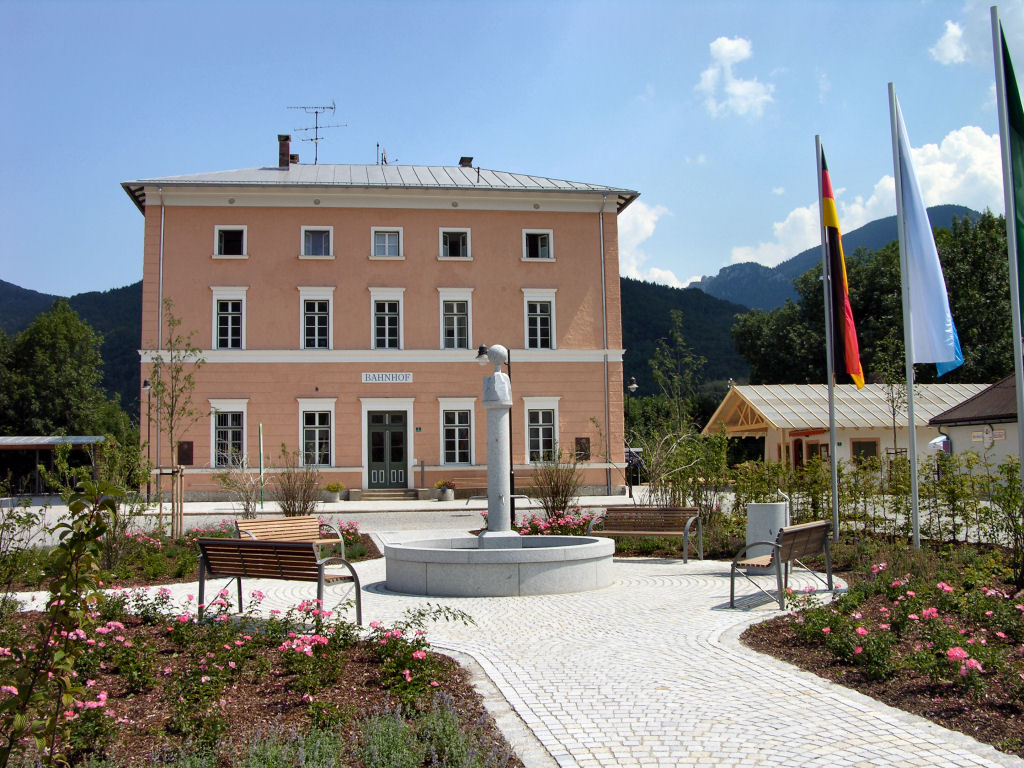
Bahnhof Aschau mit Hans-Clarin-Platz
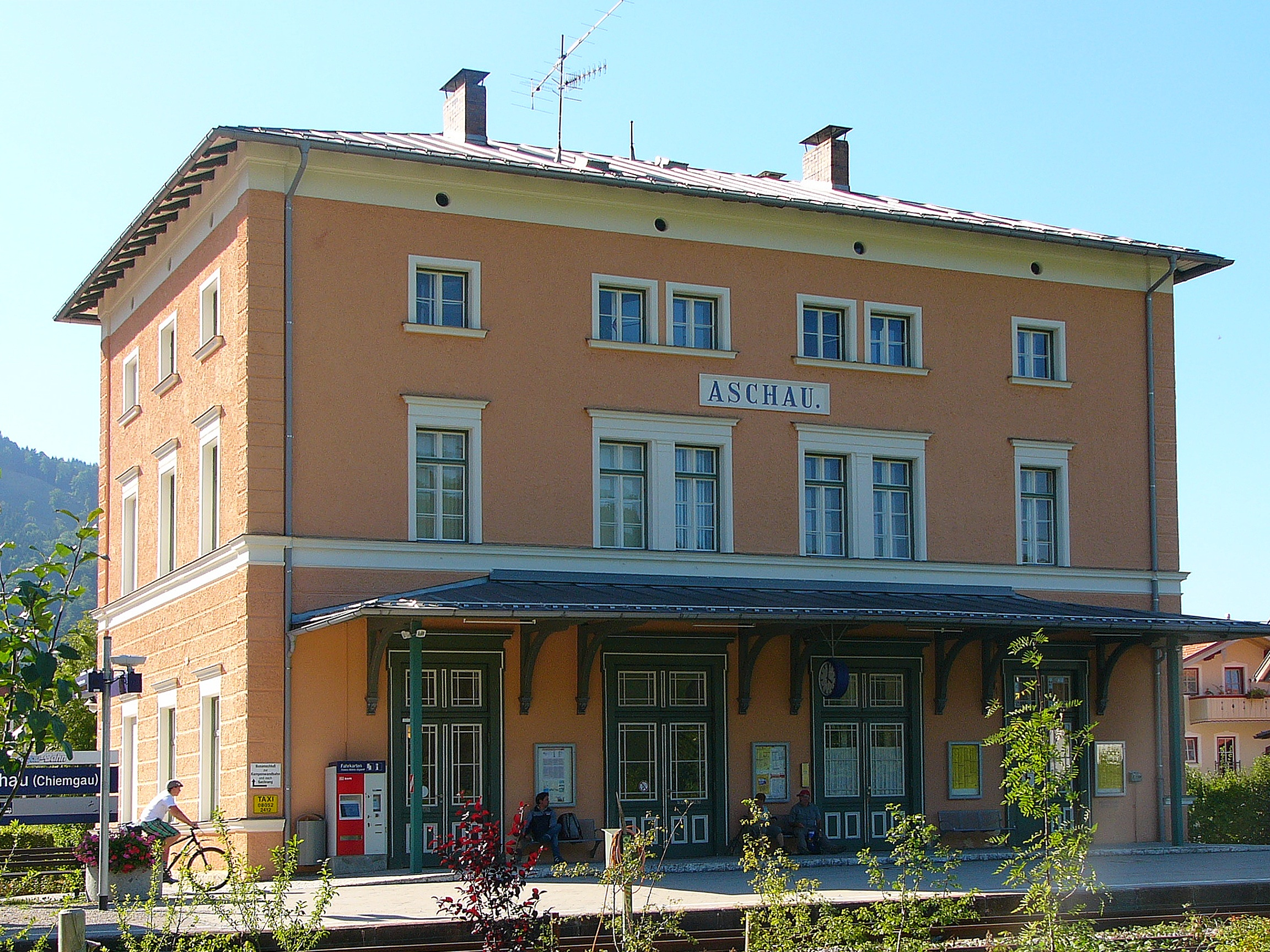
Historisches Bahnhofsgebäude
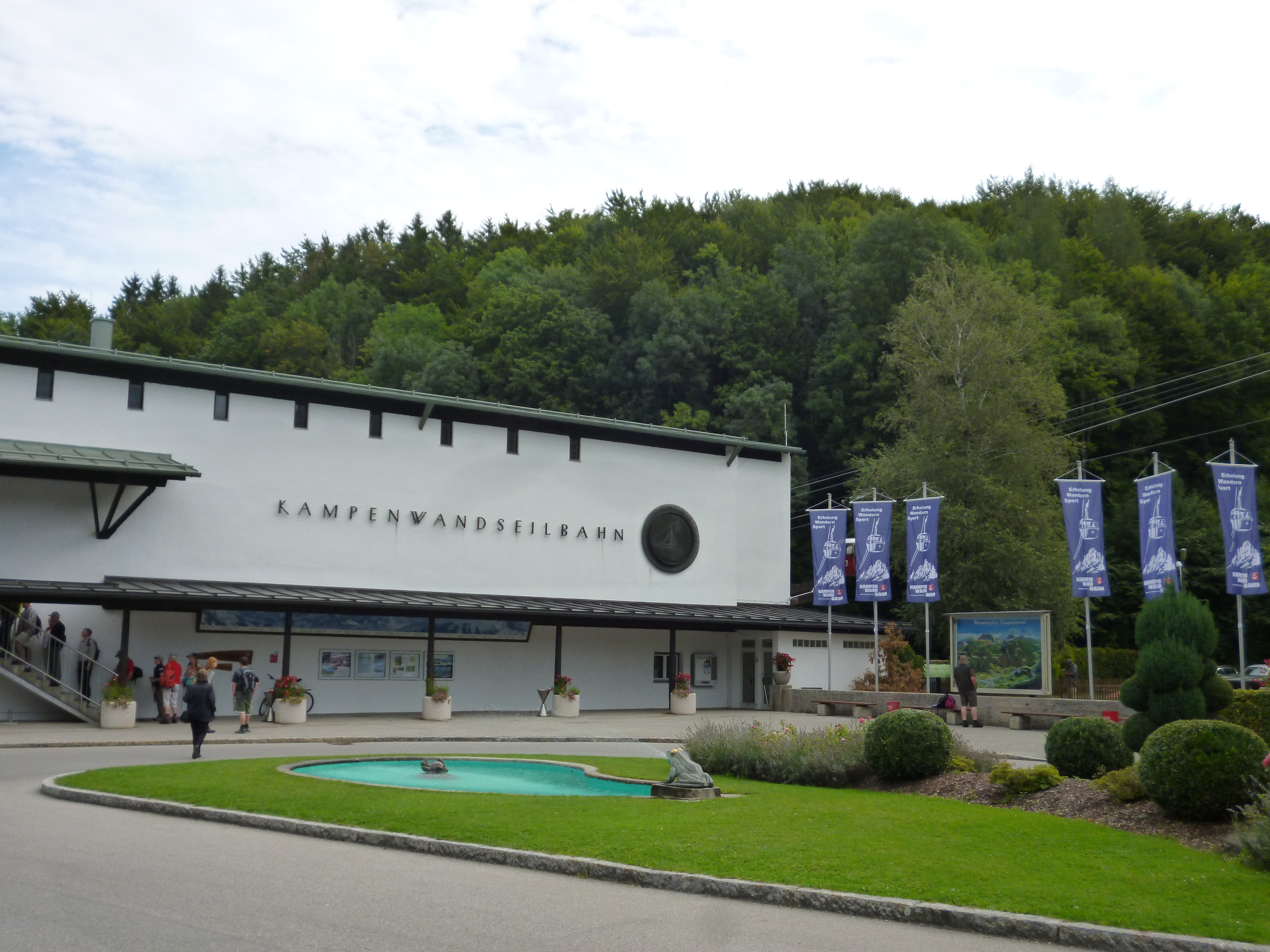
Kampenwandbahn Talstation
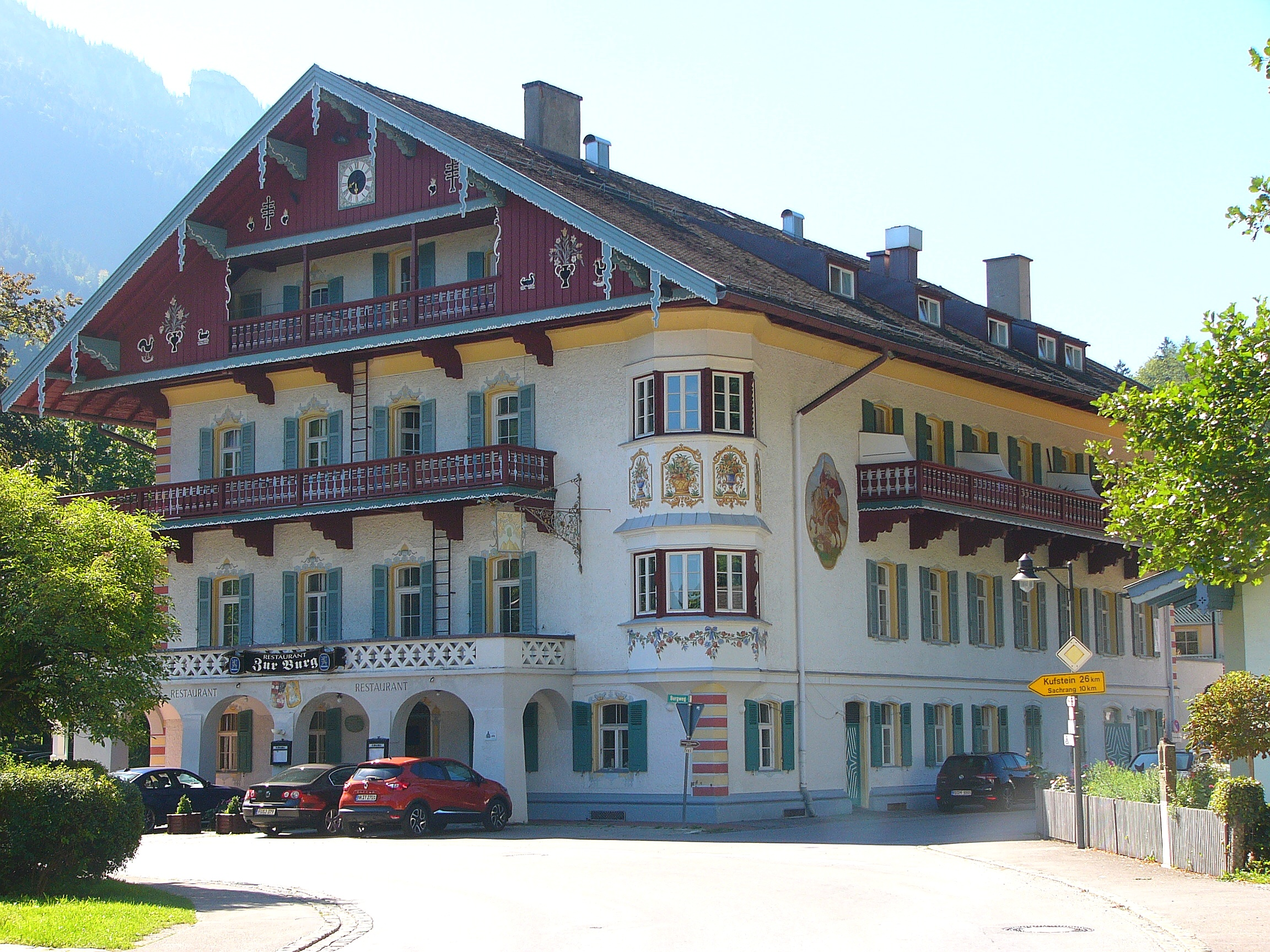
„Burghotel Aschau“
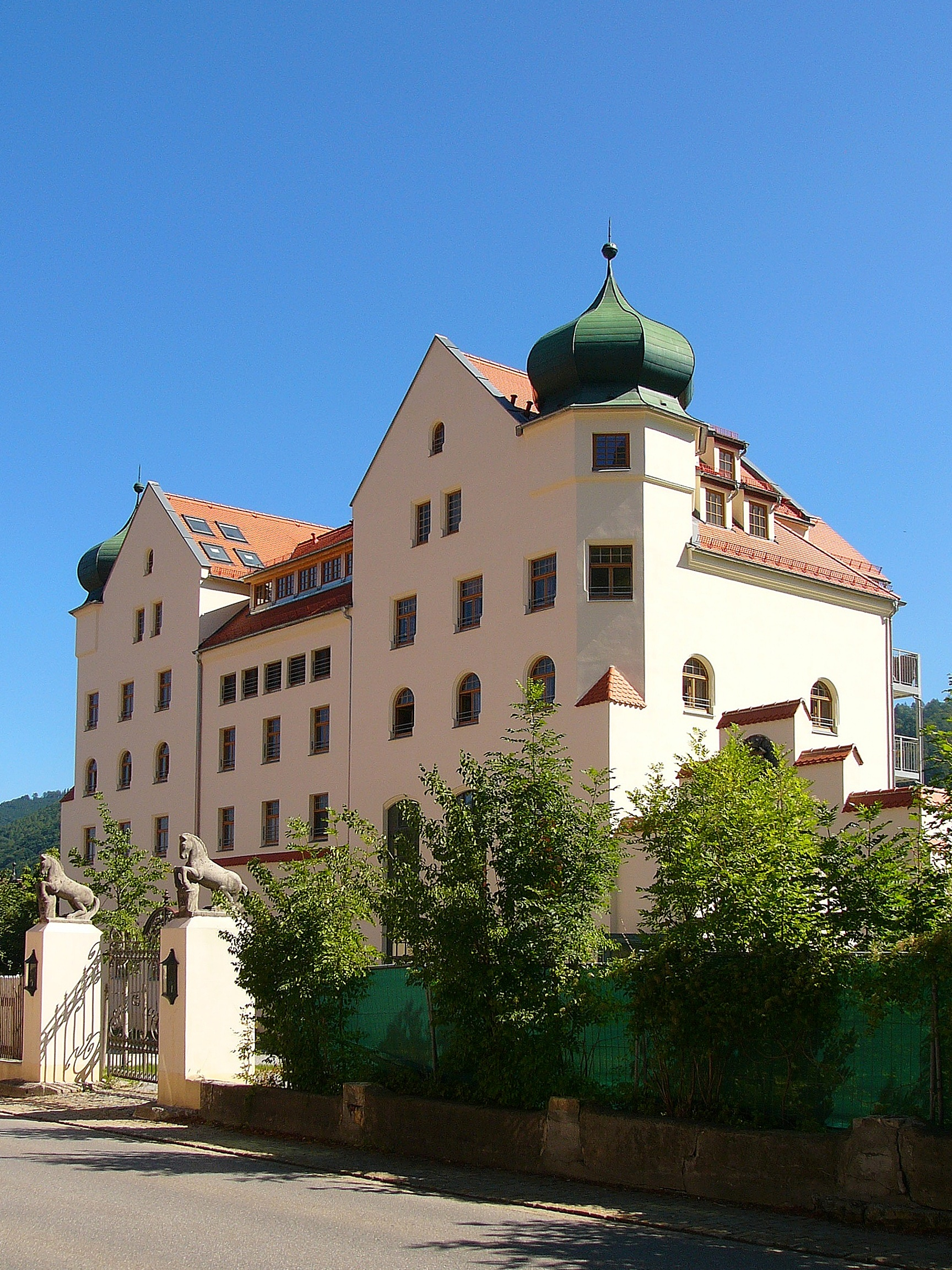
Ehem. Schlossbrauerei Hohenaschau
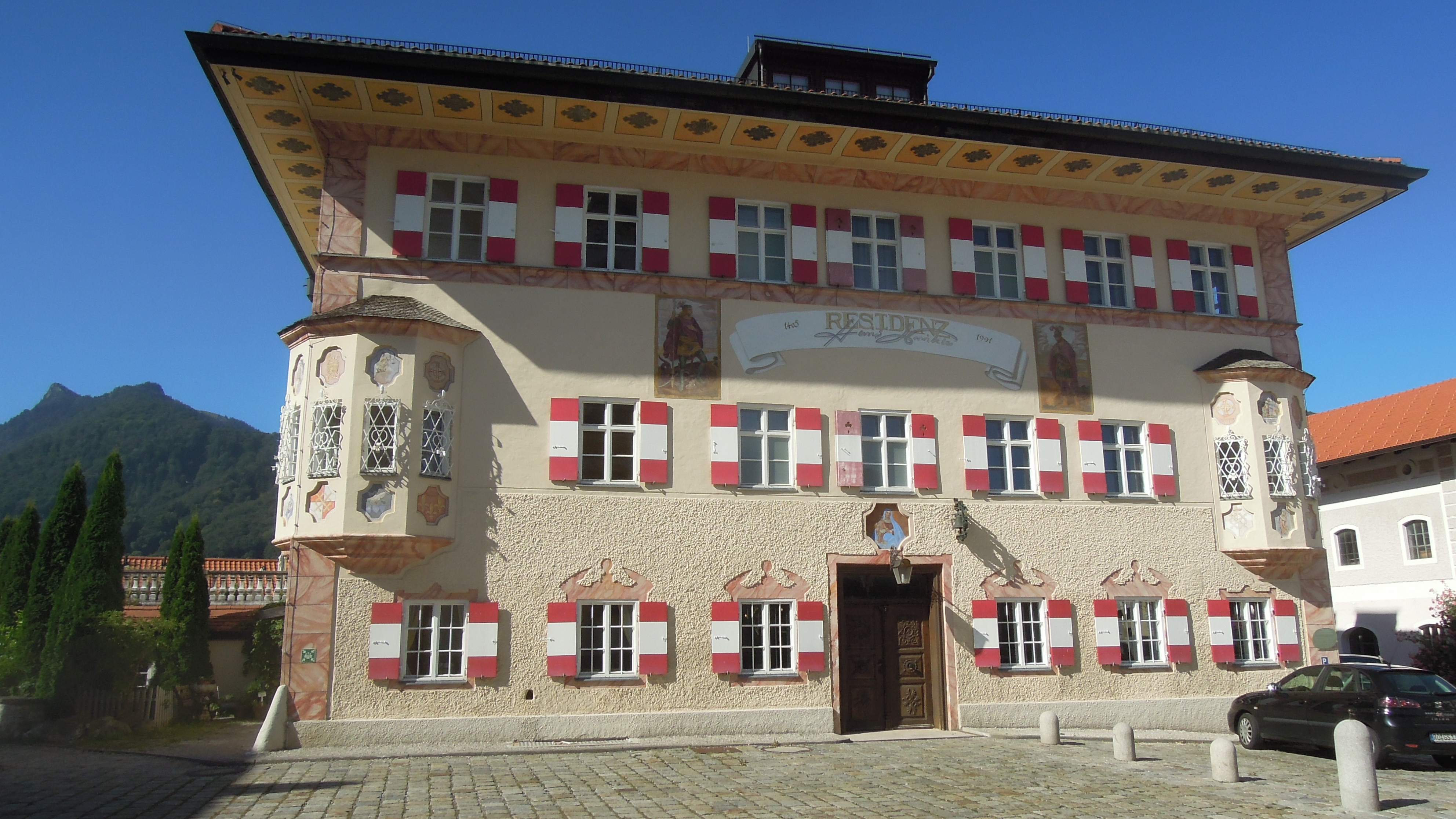
Sterne-Restaurant Residenz Heinz Winkler
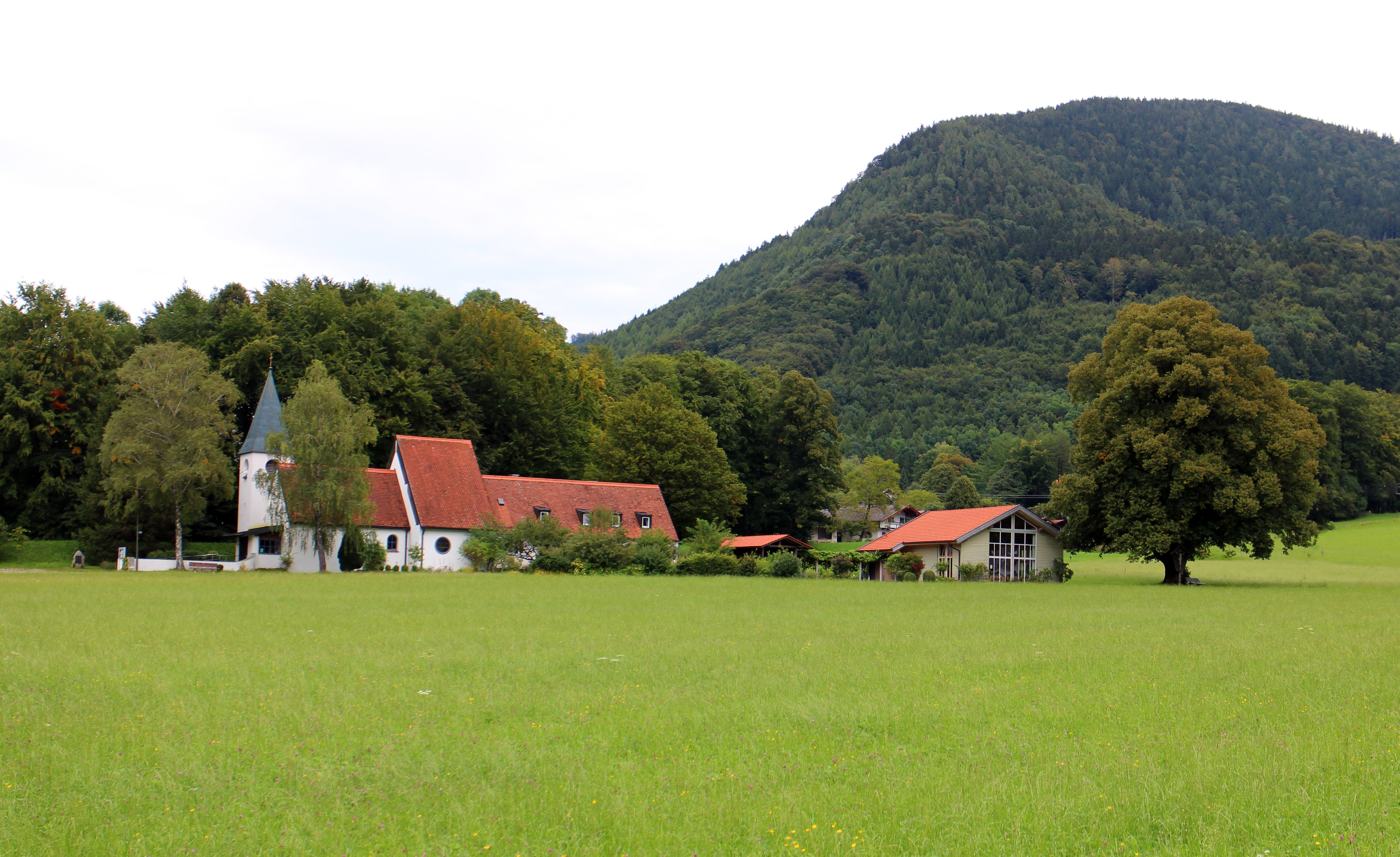
Lutherische Friedenskirche